# Shcholkine
Shcholkine ou Shchelkino (em ucraniano: Щолкіне; em russo: Щёлкино; em tártaro da Crimeia:  Şçolkino) é uma cidade da Crimeia. Tem 3,42 km² de área e sua população em 2014 foi estimada em 10.620 habitantes.